# 五是川站
五是川站（韓語：오시천역）是朝鮮民主主義人民共和國两江道雲興郡的一個鐵路車站，属于五是川线。

## 邻近车站
五是川线
大五川站 - 五是川站